# Panudech Suabpeng
Panudech Suabpeng (thailändisch ภาณุเดช สืบเพ็ง; * 17. Oktober 1998), auch als Rung bekannt, ist ein thailändischer Fußballspieler.

## Karriere
Panudech Suabpeng stand bis Ende 2019 beim Nakhon Pathom United FC in Nakhon Pathom unter Vertrag. Mit dem Verein spielte er in der dritten Liga. Hier trat man in der Lower Region an. Am Ende der Saison feierte er mit dem Verein die Meisterschaft und den Aufstieg in die zweite Liga. Nach dem Aufstieg verließ er den Verein und schloss sich im Januar 2020 dem Drittligisten Muangkan United FC an. Mit dem Klub aus Kanchanaburi spielte er zuletzt in der Western Region der Liga. Auch mit Muangkan wurde er Meister der Region und qualifizierte sich für die Aufstiegsspiele zur zweiten Liga. Hier belegte man in den Aufstiegs-Play-offs den zweiten Platz und stieg somit in die zweite Liga auf. Nach dem Aufstieg wechselte er im August 2021 für den Rest des Jahres zu dem in der Western Region spielenden Hua Hin City FC. 2020 stand er bei den Drittligisten Thawi Watthana Samut Sakhon United FC und Kanjanapat FC unter Vertrag. Im Januar 2023 wechselte er in die zweite Liga, wo er einen Vertrag beim Rayong FC unterschrieb. Sein Zweitligadebüt für den Verein aus Rayong gab Panudech Suabpeng am 7. Januar 2023 (18. Spieltag) im Auswärtsspiel gegen den Ranong United FC. Bei der 2:0-Niederlage wurde er in der 56. Minute für Aphiwat Hanchai eingewechselt. Nach sechs Zweitligaspielen wechselte er im Sommer 2023 zu seinem ehemaligen Verein Hua Hin City FC. Nach zehn Ligaspielen in der Western Region wurde sein Vertrag im Januar 2024 nicht verlängert. Wo er 2024 gespielt hat, ist unbekannt. Die Saison 2025 stand der beim Phichit United FC unter Vertrag. Mit dem Verein aus Phichit spielte der in der Northern Region der viertklassigen Thailand Semi-Pro League.

## Erfolge
Nakhon Pathom United FC
- Thai League 3 - Lower: 2019  ▲

Muangkan United FC
- Thai League 3 - West: 2020/21  ▲